# Anthene bigamica
Anthene bigamica är en fjärilsart som beskrevs av Embrik Strand 1911. Anthene bigamica ingår i släktet Anthene och familjen juvelvingar. Inga underarter finns listade i Catalogue of Life.